# Josef Eibl
Josef Eibl (* 22. März 1936 in Parsberg; † 4. September 2018) war ein deutscher Bauingenieur.

## Leben
Eibl studierte von 1954 bis 1959 Bauingenieurwesen an der TH München und war danach Assistent von Hubert Rüsch am Lehrstuhl für Massivbau. Nach kurzer Zeit bei der Baufirma Karl Stöhr in München ging er zu Karl Kordina an die TU Braunschweig, an der er 1963 promoviert wurde (Zur Stabilitätsfrage des Zweigelenkbogens mit biegeweichem Zugband und schlaffen Hängestangen). Danach war er vier Jahre in der Bauindustrie unter anderem Gruppenleiter bei Dyckerhoff & Widmann in Nürnberg. Eibl habilitierte sich 1968 mit der Schrift Zur Anwendung konformer Abbildungen in der Membrantheorie bei Schalen nach Flächen 2. Ordnung mit positiver Gaußkrümmung und wurde Professor an der TU Braunschweig (Institut für Baustoffkunde, Massivbau und Brandschutz). 1970 bis 1974 war er bei Dyckerhoff und Widmann und beim Ingenieurbüro Leonhardt, Andrä und Partner in Stuttgart. 1974 wurde er ordentlicher Professor für Statik und Baumechanik an der Universität Dortmund und 1977 Professor für Beton- und Stahlbetonbau in Dortmund. 1982 wurde er Professor für Massivbau an der Universität Karlsruhe.

## Wirken
Er befasste sich unter anderem mit den Vorgängen beim Entleeren von Silos und mit Staubexplosionen (Gegenstand eines Sonderforschungsbereichs in Karlsruhe), Verstärkung von Stahlbeton mit Spritzbeton, Rotation von Stahlbetonkonstruktionen, Bemessung von Balken, Stützen und Platten für stoßartige Lasten. Er setzte sich seit Mitte der 1980er Jahre für externe Vorspannung im Brückenbau mit Spannbeton ein, womit er sich in Deutschland durchsetzte, und für die Segmentbausweise. Außerdem befasste er sich mit Reaktorsicherheit (bauliche Maßnahmen zur Erhöhung der Sicherheit nach Kernschmelze). Das war Teil des sogenannten Karlsruher Sicherheitskonzepts (mit Hans-Henning  Hennies und Günther Keßler), das 1989 vorgestellt wurde. Das Konzept wurde damals reserviert aufgenommen, da es weder mit Industrie noch Bundesforschungsministerium abgesprochen war. Eibl zeigte in weiteren Arbeiten dazu unter anderem, dass dem hohen Druck (kurzfristige Auflagerkräfte bis 340 MN) bei einer Kernschmelze und Abriss der unteren Kugelkalotte des Reaktordruckbehälters durch konstruktive (passive) Maßnahmen entgegengewirkt werden konnte. Das Sicherheitskonzept fand aber damals kaum Resonanz, man war allgemein der Meinung das Kernschmelze grundsätzlich in der Konstruktion des Reaktors auszuschließen sei.
1991 bis 2002 gab er den Beton-Kalender heraus.

## Ehrungen
1999 erhielt er die Emil-Mörsch-Denkmünze und er erhielt die fib-Verdienstmedaille. Er ist Ehrendoktor der TU Dresden und der Universität Innsbruck. Eibl ist Träger des Bundesverdienstkreuzes am Bande des Verdienstordens der Bundesrepublik Deutschland.

## Schriften (Auswahl)
- mit Klemens Pelle, Heinz Nehse:  Zur Berechnung von Spannbandbrücken : flache Hängebänder, Düsseldorf: Werner 1973
- mit György Iványi: Studie zum Trag- und Verformungsverhalten von Stahlbeton, Berlin: Ernst 1976
- mit György Iványi, Herbert Schambeck: Berechnung kastenförmiger Brückenwiderlager, Düsseldorf: Werner 1988 (zuerst 1973)
- mit Manfred Feyerabend: Anprallschutz für Stützen. Gabelstaplerstoß; Abschlussbericht zum Forschungsvorhaben, Institut für Massivbau und Baustofftechnologie, Karlsruhe 1988
- Hennies, Keßler, Eibl: Sicherheitsumschließungen in künftigen Reaktoren, Atomwirtschaft, Band 37, 1992, S. 238–247
- Zur baulichen Machbarkeit eines alternativen Containments für Druckwasserreaktoren – Stufe 3, Kernforschungszentrum Karlsruhe KfK 5366, 1993.
- mit Andreas Plotzitza, Nico Hermann: Nachweise zur Sicherheit beim Abbruch von Stahlbetonwerken durch Sprengen, Deutscher Ausschuss für Stahlbeton, Beuth 2000
- Herausgeber: Externe Vorspannung und Segmentbauweise. Vorträge anläßlich des Workshops „Externe und Verbundlose Vorspannung – Segmentbrücken“ an der Universität Fridericiana Karlsruhe (TH) vom 5. bis 7. Oktober 1998, Berlin: Ernst 1999
- Herausgeber mit Gerd Gudehus: Silobauwerke und ihre spezifischen Beanspruchungen. Ergebnisse aus dem gleichnamigen Sonderforschungsbereich 219 an der Universität Karlsruhe, Wiley-VCH 2000
- mit Wolfgang Leuckel: Bautechnische Maßnahmen zur Schadensminderung bei Staubexplosionen, Stuttgart (Fraunhofer-IRB) 2000
- mit Jan Akkerman: Rotationsfähigkeit von Rahmenecken, Beuth 2002